# Nimco Happy
Nimco Happy, egentligen Nimco Elmi Ali, född i Somalia, är en somalisk sångare som uppmärksammats globalt efter att hennes sång "Isii Nafta" blivit viral på social media-appen Tiktok.